# 翠怡花園
22°21′07″N 114°06′30″E / 22.3519498°N 114.1082166°E
翠怡花園（英語：Greenfield Garden）是香港新界青衣島東岸青嶺咀的一個私人屋苑，前身為捷和神鋼廠房，於1987年遷往將軍澳（該廠房亦已於2010年代重建為峻瀅）後拆卸重建。此屋苑有11座樓宇，分3期發展，於1989年11月至1990年4月落成入伙，共提供3,216個單位，建築面積由471呎至643呎，實用面積由365呎至501呎，間隔為1房、兩房兩廳或三房兩廳。屋苑會所提供設施包括：泳池（包括成人池、幼童泳池及兒童滑水池）、蒸汽浴室、健身室、乒乓球室、網球場、自修室、鋼琴室、桌球室、舞蹈室、壁球場、兒童遊戲室、康樂棋、多用途房，並提供雜誌及每日報章供住客借閱。
屋苑東望藍巴勒海峽，南面為長環街寵物公園，西面為青衣分區警署、東面為海欣花園。
翠怡花園的商場位於楓樹窩路1號樓高2層的翠怡商場。

## 鄰近
- 海欣花園
- 海悅花園
- 宏福花園
- 青衣碼頭
- 青衣碼頭巴士總站
- 翠怡商場
- 青衣公園
- 青衣市政大廈
- 青衣海濱公園
- 青衣運動場
- 青衣城
- 青衣游泳池